# 醃魚 (英國)

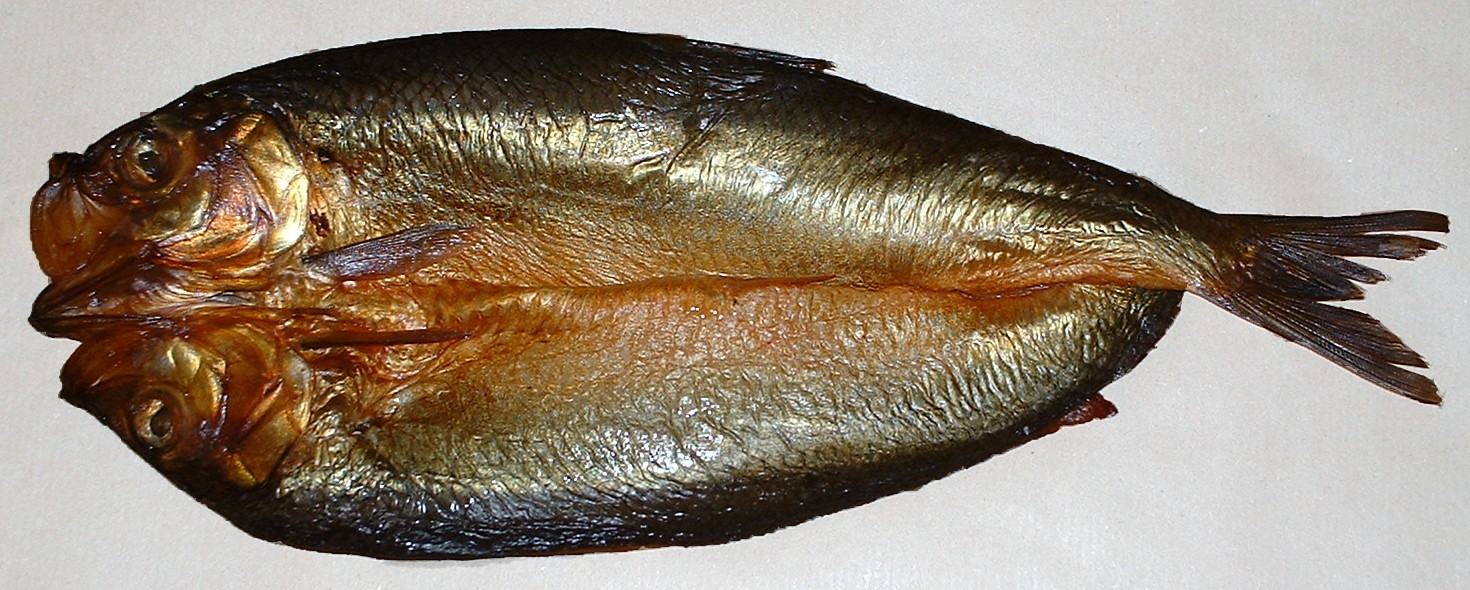
一条从中间剖开，去内脏，并进行腌制的鲱鱼

腌鱼在英國是由鯡魚，或者一些小型富含油的魚類，沿背脊從尾部到頭部剖開、去掉內臟、腌製並經過冷熏而做成的魚。
在英國，腌魚常常被當作早餐食用，同時在下午茶或者吃消夜時也會食用腌魚。

## 起源
腌魚的具體起源時間已不可考，不過製作腌製魚類食物是遠古時代就開始了。馬克·科蘭斯基認為這不過是古代漁民為延長漁獲保質期的偶然發明。

## 色澤

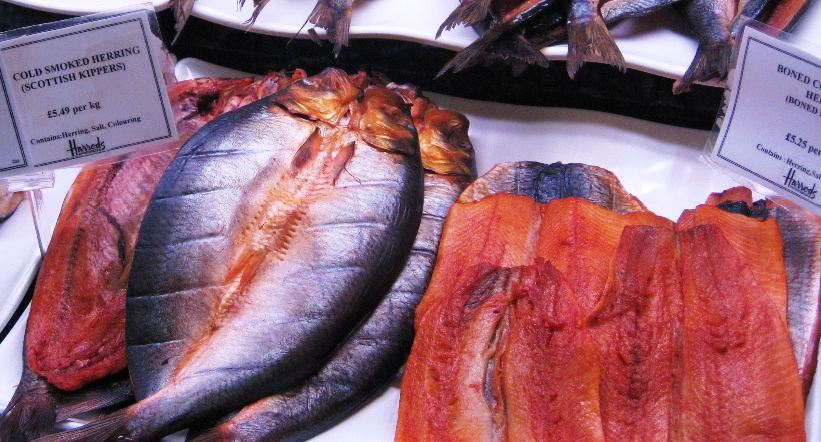
紅鯡魚

英式腌魚也稱「紅鯡魚」（Red herring），因為用某些方法腌製的鯡魚會呈現出紅色外觀。而這個名詞出現於一首13世紀中期的盎格魯-諾曼人詩作《The Treatise》。塞繆爾·皮普斯在1660年2月28日的日記中也提到了這個詞。
腌魚的染色是爲了免去傳統方式需要的長時間燻制過程。這樣腌魚可以更快地生產、銷售，利潤也就更大。起初採用是一種煤焦油染料棕色FK，其中“FK”即“For Kippers”（爲了腌魚）的縮寫。現在則多採用天然的胭脂樹紅。
現在一些曼島和蘇格蘭的腌魚依舊使用傳統方法，而不使用染色劑。

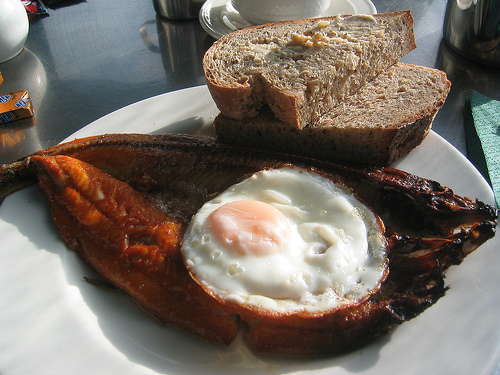
英格蘭早餐中的腌魚

## 產地
曼島產的腌魚特別出名，并行銷國外，其中有很多產自皮爾。蘇格蘭的瑪雷格、斯托諾韋、法恩灣在歐洲也是著名的腌魚產地。

## 相關名詞
- 曼島語中腌魚是，字面意思則是「紅鯡魚」。
- 泰晤士河鮭魚禁漁期被稱為「腌魚時間」（Kipper time）。
- 在市場工人、計程車司機的行業中，「腌魚季」（Kipper season）被用來指收入不好的時節，其意思是因為收入太少而不得不只依靠腌魚為生。
- “Kippering”是一個俚語，用來指滿是香煙、雪茄煙霧的屋子。

## 外部連結
- （英文）曼島腌魚博物館 （页面存档备份，存于）
- （英文）蘇格蘭國家圖書館中關於腌魚生產的電影資料
- （英文）E154 Brown FK （页面存档备份，存于）
- （英文）衛報：腌魚，失寵的早餐，回歸不列顛人菜單 （页面存档备份，存于）